# 昆明黑龙潭
25°8′26.941″N 102°44′47.087″E / 25.14081694°N 102.74641306°E

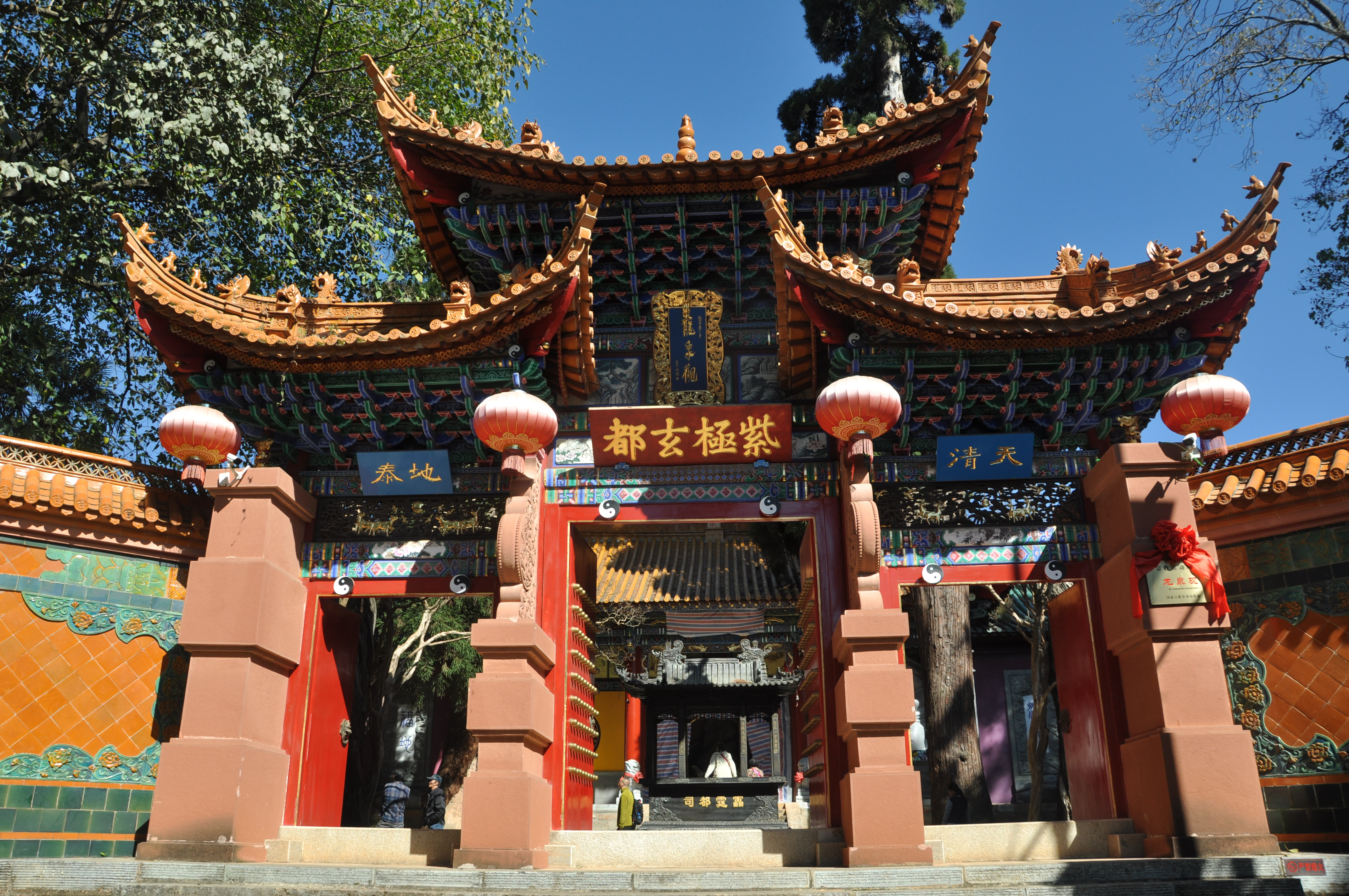
龙泉观

黑龙潭公园位于昆明市盘龙区北郊约10公里的龙泉山，比邻中国科学院昆明植物研究所和昆明植物园。
黑龙潭公园内黑龙宫门前有两潭池水，一清一浊，面积共600平方米，相互连通但浊不变清，清不变浊，为一奇观。
公园内还有“滇中第一古祠”之称的龙泉观，观内拥有唐梅、宋柏、元杉、明茶四绝（栽种于唐朝，宋朝，元朝和明朝的古树）而闻名。龙泉观与黑龙宫现为云南省文物保护单位。
黑龙潭更有梅树林数亩，冬季赏梅的市民络绎不绝。